# Quintanilla de Yuso
Quintanilla de Yuso (en cabreirés Quintaniella) es una localidad del municipio de Truchas en la Comarca de La Cabrera, en la provincia de León, comunidad autónoma de Castilla y León, en España.
Así describía Pascual Madoz, en la primera mitad del siglo XIX, a Quintanilla de Yuso en el tomo XIII del Diccionario geográfico-estadístico-histórico de España y sus posesiones de Ultramar:

Lugar en la provincia de León (14 leguas), partido judicial y diócesis de Astorga, audiencia territorial y capitanía general de Valladolid, ayuntamiento de Truchas. Situado en un valle inmediato al río Eria; su clima es frío; sus enfermedades más comunes fiebres pútridas y algunas parálisis. Tiene 80 casas; escuela de primeras letras frecuentada por 24 niños; iglesia parroquial (Santa María), servida por un cura de ingreso y libre disposición; una ermita deteriorada dedicada a San Tirso, y dos fuentes de buenas aguas. Confina con Cunas, Villar del Monte, Muelas de los Caballeros, Truchas y Valdavido. El terreno es flojo y le fertiliza las aguas del mencionado Eria. Los caminos dirigen a Astorga, la Bañeza, Muelas, Valdeorras (Galicia), y Ponferrada. Recibe correspondencia de la Bañeza. Producción: trigo, centeno, lino, patatas, hortaliza y pastos; cría ganados; caza mayor y menor, y pesca de truchas. Industria: tres molinos harineros en muy mal estado y algunos telares de lienzos del país. Población: 60 vecinos, 315 almas. Contribución con el ayuntamiento.
Pascual Madoz.